# Joseph Doucé
Joseph Doucé (Sint-Truiden, 13 april 1945 - Parijs, 1990) was een van oorsprong Belgische (in 1982 tot Fransman genaturaliseerde) pastor, die zich inzette voor seksuele minderheden, zoals homoseksuelen, transseksuelen, sadomasochisten en pedofielen.
Toen Doucé leerling was in de lagere school van Rummen, had hij grote interesse in plaatselijke geschiedenis en hij bestudeerde Ambiorix. Daarna volgde hij de Grieks-Latijnse Humaniora in het Klein-Seminarie te Sint-Truiden tot en met de Vierde Latijnse in 1963. Doucé, zelf homoseksueel, was van huis uit katholiek opgevoed, maar na één jaar op het seminarie ging hij over naar het baptisme. Hij werd dominee, en studeerde psychologie met specifieke aandacht voor de problemen van seksuele minderheden aan de Vrije Universiteit in Amsterdam.
In 1978 stichtte Doucé het Centre du Christ Libérateur in Parijs, waar hij zich bezighield met de geestelijke hulp voor seksuele minderheden. Ook gaf hij een tijdschrift uit, getiteld Ilia (afkorting voor "Il libère, il aime" - "Hij bevrijdt, hij heeft lief"). Hij veroorzaakte opschudding in de pers, onder meer door het sluiten van homohuwelijken. Hij had een stabiele relatie met Guy Bondar, een Nederlander. 
Op 19 juli 1990 werd Doucé meegenomen door twee mannen, in burger maar met politie-identificatie. Hij is niet meer levend teruggezien. Op 18 oktober werd zijn dode lichaam gevonden in de bossen van Rambouillet. De moord op Doucé is nooit opgehelderd; veel van zijn vrienden vermoeden dat de Franse geheime politie ervoor verantwoordelijk is, gezien zijn huis werd bewaakt, zijn telefoons afgetapt en er de dag voor de ontvoering nog een ruzie was op zijn kantoor met politiemensen. Zijn strottenhoofd lag op 2 meter van het lijk en deze oude SS-methode wijst erop dat iemand hem de mond wilde snoeren.
- Bibliothèque nationale de France: cb12002509d (data)
- Gemeinsame Normdatei: 119292661
- International Standard Name Identifier: 0000 0000 3033 1661
- Library of Congress Control Number: n87141754
- Nederlandse Thesaurus van Auteursnamen: 073465852
- Système universitaire de documentation: 030423171
- Virtual International Authority File: 12318480
- WorldCat: E39PBJrGxtPgXfwW9rvKPG89jC